# الفتاوى الكبرى الفقهية
الفتاوى الكبرى الفقهية على مذهب الإمام الشافعي للإمام الفقيه شهاب الدين أحمد بن محمد بن محمد بن علي بن حجر الهيتمي المكي الشافعي (909-973هـ) هي مجموعة من الفتاوى جمعها تلميذ ابن حجر الهيتمي، الشيخ عبد القادر بن أحمد بن علي الفاكهي المكي (ت 982هـ).

## سبب تصنيف الكتاب
يقول عبد القادر الفاكهي في سبب تصنيف الكتاب:
«فَإِنَّ أَكَابِر الْعُلَمَاء مَا زَالَتْ تُدَوَّن أَقْوَالهمْ وَتُنْقَل أَحْوَالهمْ، لَا سِيَّمَا فَتْوَاهُمْ فِي الْعَوِيصَات الَّتِي لَا يُهْتَدَى إلَيْهَا، وَآرَاؤُهُمْ فِي الْمُدْلَهِمَّاتِ الَّتِي لَا يُعَوَّل إلَّا عَلَيْهَا، وَاسْتِنْبَاطهمْ فِي الْمُعْضِلَات مَا هُوَ الْحَقّ الصَّرِيح وَالْمَذْهَب الصَّحِيح. وَكَانَ مِمَّنْ انْتَشَرَتْ فَتْوَاهُ شَرْقًا وَغَرْبًا وَعَجَمًا وَعَرَبًا سَيِّدنَا وَشَيْخنَا الْإِمَام الْعَالِم الْعَلَّامَة الْحَبْر الْبَحْر الْحُجَّة الْفَهَّامَة مُفْتِي الْمُسْلِمِينَ صَدْر الْمُدَرِّسِينَ بَقِيَّة الْمُجْتَهِدِينَ بَرَكَة بِلَاد اللَّه الْأَمِين أَحْمَدُ شِهَابُ الدِّينِ بْنُ حَجَرٍ الشَّافِعِيُّ... فَإِنَّهُ لَا سِيَّمَا حِينَ اتَّخَذَ مَكَّةَ وَطَنًا وَآثَرَهَا سَكَنًا، انْتَشَرَ صِيتُهُ فِي الْآفَاق، وَوَقَعَ عَلَى سَعَة عِلْمه وَصِحَّة اسْتِنْبَاطه وَبَاهِر فَهْمِهِ الِاتِّفَاقُ، فَقَصَدَهُ الْأَئِمَّة وَغَيْرهمْ بِالْفَتَاوَى مِنْ سَائِر الْأَقَالِيم الْمَشْهُورَة، لِمَا اُشْتُهِرَ مِنْ حَدِيث فَضْله عِنْدهمْ مِنْ كُلّ طَرِيق صَحِيحَة مَأْثُورَة، كَمِصْرِ وَالشَّامِ وَحَلَبَ وَبِلَادِ الْأَكْرَادِ وَالْعِرَاقَيْنِ وَالْبَصْرَةِ وَنَجْدٍ وَالْحَسَا وَالْبَحْرَيْنِ وَالْيَمَنِ وَالسَّوَاحِلِ وبر عَجَم وَحَضْرَمَوْتَ وَالْهِنْدِ وَالسِّنْدِ وَدَلْهَى وَأَعْمَالِهَا وَغَيْرِ ذَلِكَ لَا سِيَّمَا الْقَادِمِينَ إلَى الْحَجِّ مِنْ الْبِلَادِ الشَّاسِعَة الْمَهْجُورَة.
فَحِين إذْ رَأَيْت ذَلِكَ وَمَا يَقَع فِي خِلَالِ تِلْكَ الْفَتَاوَى مِنْ الْمُهِمَّاتِ الَّتِي لَا تُوجَدُ فِي غَيْرِهَا، وَالْمُعْضِلَاتِ الَّتِي مَا سَارَ أَحَدٌ فِي حَلِّهَا كَسَيْرِهَا، وَالْأَبْكَارِ الَّتِي لَمْ يَطْمِثْهُنَّ إنْسٌ وَلَا جَانٌّ، وَالْأَفْكَارِ الَّتِي حَكَّتْ أَفْكَارَ الْمُتَقَدِّمِينَ فِي صِحَّةِ الِاسْتِنْبَاطِ وَالْبُرْهَانِ، وَالنُّقُولِ الَّتِي طَالَمَا خَفِيَ قَبْلَ إظْهَارِهَا خَبَايَا زَوَايَاهَا عَلَى الْأَعْيَانِ، وَالتَّرَاجِيحِ وَالنُّقُودِ وَالرُّدُودِ الَّتِي عَوَّلَ عَلَى فَضْلِهِ فِيهَا الْمُتَنَازِعُونَ، وَانْتَهَى إلَى قَوْلِهِ فِيهَا الرَّاسِخُونَ، أَرَدْت جَمْعَ الْمُهِمِّ فَبَادَرْت إلَى تَتَبُّعِهَا، وَبَذَلْت فِيهِ الْجَهْدَ الْجَهِيدَ، وَتَفَرَّغْت لِجَمْعِهَا الْأَزْمِنَةَ الطَّوِيلَةَ صَوْنًا لَهَا مِنْ حَاسِدٍ عَنِيدٍ، أَوْ شَيْطَانٍ مَرِيدٍ، إلَى أَنْ ظَفِرْت مِنْهَا بِالْكَثِيرِ الطَّيِّبِ، وَالْوَلِيِّ الْوَسْمِيِّ الصَّيِّبِ، وَالْفَوَائِدِ الْفَرَائِدِ وَالْأَوَابِدِ الْعَوَائِدِ، فَدَوَّنْتهَا فِي هَذَا الدِّيوَانِ لِيَعُمَّ النَّفْعُ بِهَا فِي سَائِرِ الْبُلْدَانِ وَالْأَزْمَانِ، وَلِيَعُودَ عَلَى بَرَكَةِ جَمْعِهَا وَحِفْظِهَا عَلَى الْمُسْلِمِينَ لِاحْتِيَاجِهِمْ إلَيْهَا فِي مَوَاطِنَ كَثِيرَةٍ، وَلَا يُجْدِي فِيهَا غَيْرُهَا لِمَا اشْتَمَلَتْ عَلَيْهِ مِنْ بَدَائِعِ التَّحْرِيرِ وَوَاضِحَاتِ الْبَرَاهِينِ، لَا سِيَّمَا فِي الْوَقَائِعِ الَّتِي لَا نَقْلَ فِيهَا، وَلَا كَلَامَ لِمَنْ سَبَقَهُ يُسْتَضَاءُ بِهِ فِي قَوَادِمِهَا وَخَوَافِيهَا، وَلِيَحْصُلَ لِي إنْ شَاءَ اللَّهُ ثَوَابُ ذَلِكَ الْجَزِيلِ، كَمَا أَخْبَرَ بِهِ الصَّادِقُ الْمَصْدُوقُ فِي حَدِيثِهِ الَّذِي أَرْوَى بِهِ الْغَلِيلَ وَشَفَى بِهِ الْعَلِيلَ، حَيْثُ أَفَادَ فِيهِ أَنَّ «الدَّالُّ عَلَى الْخَيْرِ كَفَاعِلِهِ» وَأَنَّ الْمُعِينَ عَلَى عَمَلٍ كَعَامِلِهِ...».

## ترتيب الكتاب
رتب المصنف الفتاوى على حسب أبواب الفقه ليسهل الوصول إليها، قال:
«وَرَتَّبْتُهَا لِيَسْهُلَ الْكَشْفُ مِنْهَا عَلَى الْمُضْطَرِّينَ، وَالظَّفَرُ بِمَا فِي زَوَايَاهَا عَلَى الْمُسْتَرْشِدِينَ، وَإِذَا اشْتَمَلَ السُّؤَالُ عَلَى مَسَائِلَ مُخْتَلِفَةِ الْأَبْوَابِ فَغَالِبًا أَجْعَلُ كُلَّ مَسْأَلَةٍ بِمَا يَلِيقُ بِهَا، وَقَدْ أَذْكُرُهَا جَمِيعًا فِي أَنْسَبِ الْأَبْوَابِ بِمُعْظَمِهَا، لِارْتِبَاطِ الْجَوَابِ فِيهَا بِمَا قَبْلَهُ أَوْ بَعْدَهُ».